# Литовсько-московські війни
Лито́всько-моско́вські ві́йни (біл. літоўска-маскоўскія войны, пол. wojny litewsko-moskiewskie, лит. LDK–Maskvos karai, рос. русско-литовские войны) — війни XV — XX ст. між  Литвою (Велике князівство Литовське, Руське і Жемайтійське, Перша Республіка, лісові брати) і Велике князівство Московське, Московське царство, Російська імперія, Радянський Союз).

## Опис

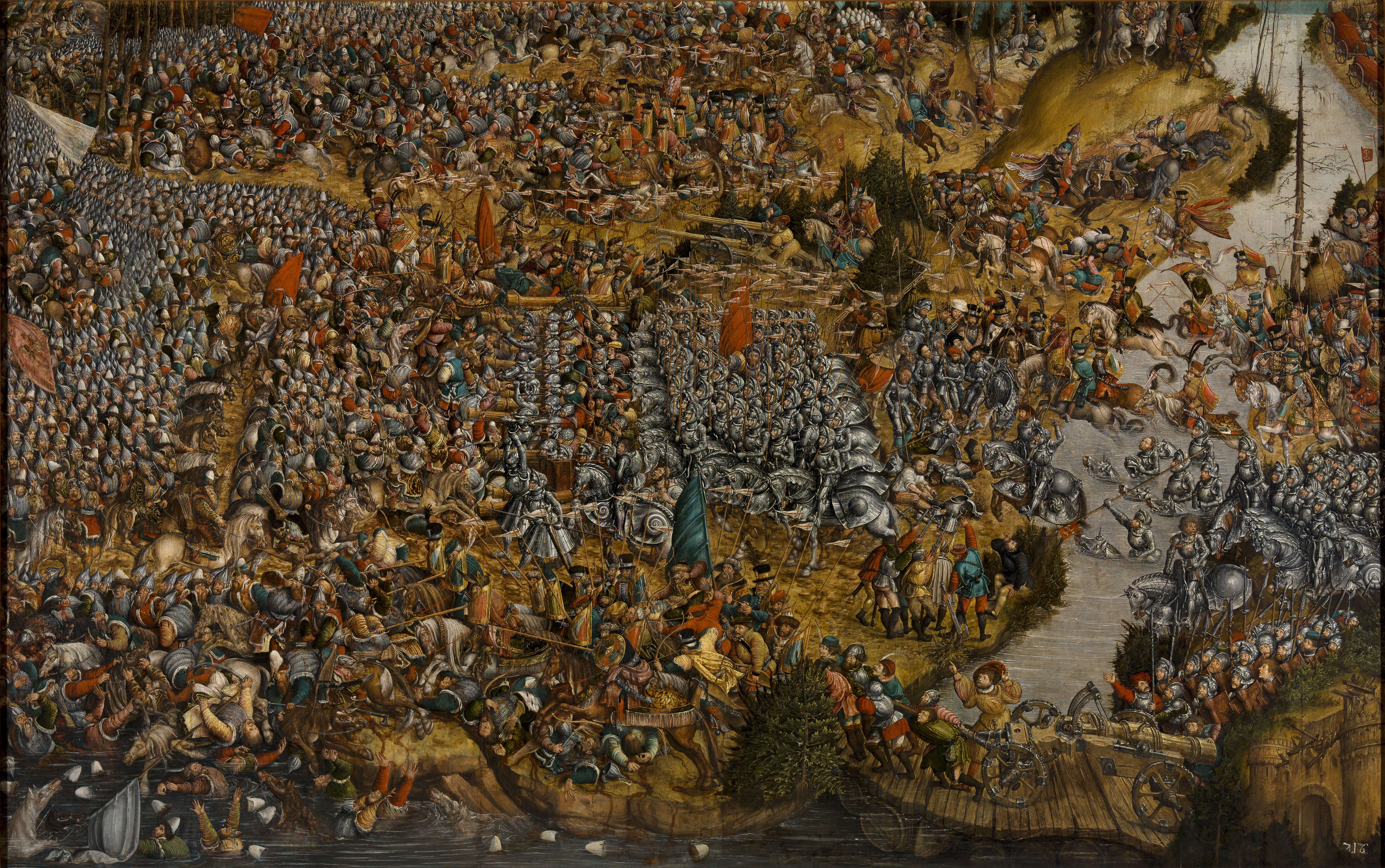
Битва під Оршею. Розгром московитів руським князем Острозьким.

Війни почалися з походу Московського князівства на Велике князівство Литовське 1339-1340 років. 
Новий етап почався з прикордонних конфліктів XIV ст. між Московським та Литовсько-Руським князівствами за білоруські й українські землі, а також за Смоленське князівство (етнічну білоруську територію).
В XV—XVI століттях локальні конфлікти переросли в повномасштабні війни між двома державами. З формуванням українського козацтва, запорожці стали брати активну участь у війні на стороні Великого князівства Литовського, Руського і Жемайтійського.
- Литовсько-московська війна (1368—1372)
- Литовсько-московська війна (1406—1408)
- Литовсько-московська війна (1487—1494)
- Литовсько-московська війна (1500—1503)
- Литовсько-московська війна (1507—1508)
- Литовсько-московська війна (1512—1522)
- Литовсько-московська війна (1534—1537) / Стародубська війна
- Литовсько-московська війна (1561—1570) у ході Лівонської війни 1558—1583

Результатом московсько—литовських війн стало послаблення Литовсько-Руського князівства та посилення Московської держави. Після об'єднання Польського королівства та Князівства Литовського, Руського і Жемайтійського боротьба за білоруські та українські землі перейшла у протистояння Московського царства та Речі Посполитої.
- Польсько-московська війна (1609—1618)
- Смоленська війна
- Московсько-польська війна (1654—1667)
- Велика Північна війна
- Війна за польську спадщину (1733—1735)
- Російсько-польська війна (1792)

Після поділів Польщі литовська аристократія неодноразово збройно виступала проти царського режиму у союзі з поляками:
- Польське повстання 1791
- Польське повстання 1830—31
- Польське повстання 1863

16 лютого 1918 року Рада Литви під головуванням Йонаса Басанавічюса склала й підписала Акт про незалежність Литви, що викликало негативну реакцію з боку радянського уряду Росії, та польських націоналістів (представники яких на чолі з генералом Желіговським згодом анексували Віленський край). Результатом цього стала Війна за незалежність Литви, два перші етапи якої слід розглядати як продовження давнього московсько-литовського конфлікту:
- Перша радянсько-литовська війна (1918—1919)
- Російсько-литовська війна (1919)

У березні 1938 р. відбувся Польський ультиматум Литві.
З початком Другої світової війни Радянський союз, скориставшись вигідною політичною ситуацією, анексував незалежні республіки Східної Балтії (в тому числі і Литву), що мало за собою як наслідок початок Другої радянсько-литовської війни (1940—1954).

## Цікаве
Існує білоруська народна пісня «Абарона Крычава» що оспівує як війська Великого Князівства Литовського відбивали атаку московитів (яких європейці тоді помилково називали «татарами») на місто.